# Кавамура, Дзиро
Дзиро Кавамура (яп. 川村 二郎 Кавамура Дзиро:, 1928—2008) — японский литературовед и филолог-германист.

## Биография
Родился Нагое в семье военного. В детстве и юности, на которые пришлись военные годы, семья часто переезжала: в Сидзуоку, Токио, Канадзаву, Корею, снова в Нагою. В 1950 году окончил филологический факультет Токийского университета (отделение немецкой литературы), после чего вернулся в Аити, чтобы приступить к педагогической деятельности. В 1957 году по приглашению Хадзимэ Синоды примкнул к додзинси «Тицудзё» (秩序, «Миропорядок»), основанному Сайити Маруей. С конца 1950-х перебрался в Токио, где продолжил преподавать в университетах. Переводы Броха и Музиля начал совмещать с литературной критикой. Как критик дебютировал в 1966 году с работой «Ёдзиро Ясуда» (保田與重郎論, 1966). В 1969 году вышла первая монография Кавамуры «Литература предела», отмеченная премией Камэи. За ней последовали посвящённые исследованию японской литературы нового и новейшего времени книги «Млечный Путь и ад» (1973),  «Хяккэн Утида» (1983), «Переплетение аллегорий» и др. Преподавать продолжал до преклонного возраста: после завершения в 1991 году работы в Токийском городском университете, где он провёл несколько десятилетий, Кавамура с 1992 по 1998 годы работал Осакском университете искусств, а после ухода на пенсию вплоть до 2004 года продолжал оставаться там внештатным сотрудником. Кавамура скоропостижно скончался от инфаркта миокарда в возрасте 80 лет.

## Творчество
Творческое наследие Кавамуры многообразно, а его интересы разносторонни. Он был одним из первых критиков, отметивших плодотворность пути, по которому пошло так называемое поколение интровертов, и поддерживал тесные отношения с авторами этого направления, особенно с Фуруи, таким же, как и он сам, германистом и переводчиком Музиля; активно переводил с немецкого современную литературу; глубоко интересовался японским фольклором, дзёрури и народным буддизмом; уделял много сил исследованиям фантастической литературы (в числе его любимых авторов был Идзуми Кёка; Кавамура также способствовал переоценке творчества Кода Рохан); из современных ему японских авторов выделял Дзюнноскэ Ёсиюки и Кэндзи Накагами.

## Признание
- 1969: премия Камэи за книгу «Литературу предела»
- 1973: Государственная премия в области искусств для дебютантов за книгу «Млечный Путь и ад»
- 1983: премия Ёмиури за книгу «Хяккэн Утида»
- 1992: премия Ито за книгу «Переплетение аллегорий»
- 1996: Медаль пурпурной ленты
- 2000: член-корреспондент Японской академии искусств
- 2005: действительный член Японской академии искусств

## Избранные сочинения
- Литература предела (限界の文学, 1969)
- Галлюцинации и вариации (幻視と変奏, 1971)
- Млечный Путь и ад (銀河と地獄, 1973)
- Топос былого (懐古のトポス, 1975)
- Замок Чандоса (チャンドスの城, 1976)
- Пора внутреннего урожая (内部の季節の豊穣, 1978)
- Зеркало ощущения: Дзюнноскэ Ёсиюки (感覚の鏡—吉行淳之介論, 1979)
- Физиология литературы (文学の生理 文芸時評1973～1976, 1979)
- Апокалипсис и пастораль (黙示録と牧歌, 1979)
- Космос сказа (語り物の宇宙, 1981)
- Хяккэн Утида (内田百間論, 1983)
- Читая классику. Сатоми Хаккэн (古典を読む 里見八犬伝, 1984)
- Записки о паломничестве по храмам Японии (日本廻国記一宮巡歴, 1987)
- Очерк современной литературы (文芸時評, 1988)
- Переплетение аллегорий (アレゴリーの織物, 1991)
- Из тьмы Исэ (伊勢の闇から, 1997)
- Воды Сироямы и Идзуми Кёка (白山の水—鏡花をめぐる, 2000)